# Наїстеярв
Наїстеярв (ест. Naistejärv, інші назви ест. Naestejärv, Kaistjärv) — озеро в Естонії, що розташоване на острові Сааремаа, у волості Лаймяла. Входить до складу групи озер Коїгі.